# Xanemos
Xanemos (griechisch Ξάνεμος, (m. sg.)) ist eine Siedlung an der Ostküste der Sporaden-Insel Skiathos in unmittelbarer Nähe zum Flughafen Alexandros Papadiamantis. Etwas weiter nordwestlich liegt Kalyvia. Drei Strände mit Blick auf die Insel Skopelos sind vorhanden (Xanemos, Glyfoneri, Mikros Xanemos). Das Ortsbild wird durch einige Hotels bestimmt. Die prähistorische Befestigung auf der Kephala-Halbinsel wurde mit der im Periplus des Skylax erwähnten antiken Polis Palaiskiathos identifiziert.